# NexGen

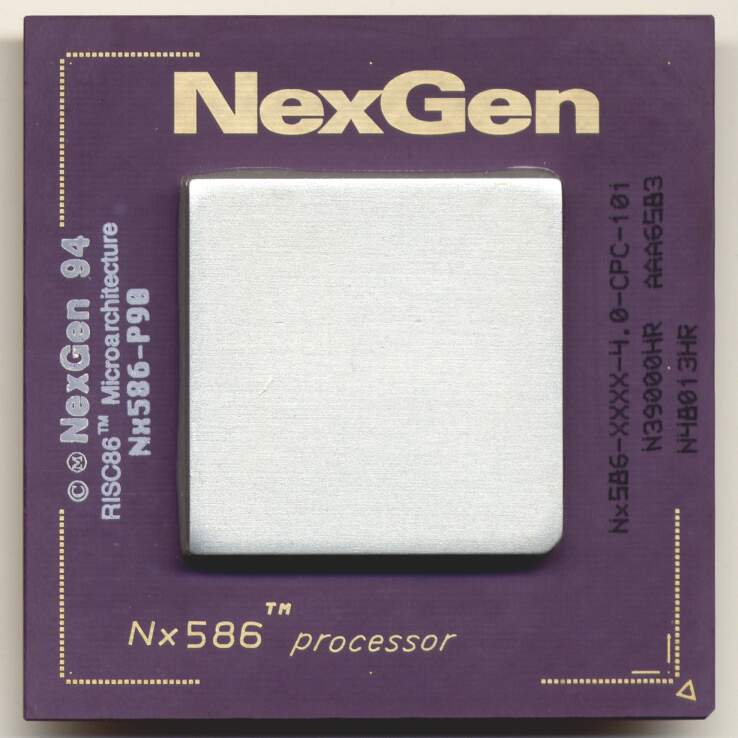
Processore NexGen Nx586

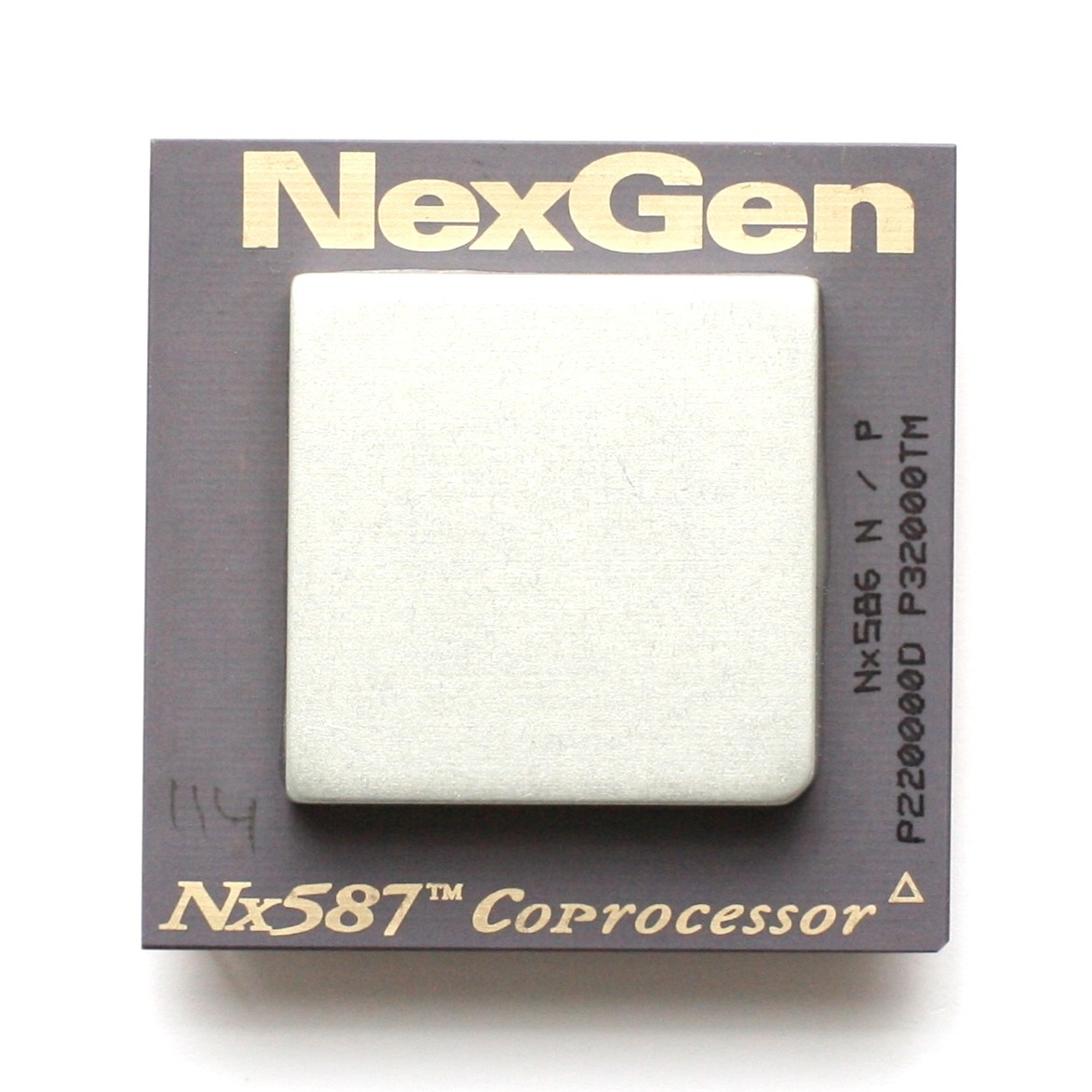
FPU (coProcessore Matematico) NexGen Nx587

NexGen (Milpitas, California) era una compagnia privata di progettazione di microprocessori x86 fino a quando non fu assorbita dalla AMD nel 1996. Come la concorrente Cyrix, NexGen disegnava microprocessori: non aveva "fonderie" proprie e si avvaleva perciò di altre industrie. Per l'esattezza i primi chip NexGen furono prodotti ed immessi sul mercato dalla divisione Microelectronics di IBM.
La compagnia è passata alla storia per l'unica implementazione dei suoi microprocessori con architettura x86. La CPU NexGen fu disegnata in maniera molto differente dagli altri microprocessori basati sul set di istruzioni x86: in sintesi il processore traduceva il codice scritto per girare su un'architettura x86 CISC, sulla propria, che era invece RISC. In seguito l'architettura sfruttata dalla AMD per i propri chip, come il K6, e successivi ne implementò una "ibrida" simile a quella dei microprocessori della NexGen.

## Storia
La compagnia inizia nel 1986, e fu fondata dalla Compaq, e da Kleiner Perkins. La prima architettura studiata da NexGen fu la generazione 80386, ma il progetto era troppo complicato e fu abbandonato. Il progetto successivo, Nx586, fu realizzato ed introdotto nel 1994 e faceva concorrenza al Pentium Intel.
Il NexGen Nx586 aveva una cache L1 doppia rispetto a quella del Pentium e la tecnologia RISC86 per la scomposizione delle istruzioni x86 in micro istruzioni più semplici, e risultava migliore del Pentium in alcune applicazioni. Però non era compatibile a livello di piedinatura, per cui necessitava di una scheda madre apposita.
Nx586 non aveva un coprocessore matematico integrato, scelta che si rivelò penalizzante, oltre alla necessità di chipset personalizzati.
Nel 1995 NexGen iniziò lo sviluppo dell'architettura Nx686, ma la pressione di Intel era fortissima e l'azienda fu così acquisita da AMD nel 1996 e Nx686 divenne la base per il successivo AMD K6, un processore che rappresentò finalmente un degno sfidante per il Pentium.
Gli studi sviluppati da NexGen contribuirono allo sviluppo dei successivi processori Athlon di AMD.